# Wasserburg Grebenau
Die Wasserburg Grebenau, früher auch Burg Capelle genannt, ist eine abgegangene mittelalterliche Wasserburg unmittelbar am linken Ufer der Jossa am südlichen Rand des Stadtkerns von Grebenau (Amthof 2) im Vogelsbergkreis in Hessen.
Die Burg wurde im 13. Jahrhundert an der Stelle einer früheren kaiserlichen Kanzlei, die zur Sicherung der „Straße durch die kurzen Hessen“ diente, von den Grafen von Ziegenhain, die Lehensnehmer der Abtei Fulda als auch der Abtei Hersfeld waren, erbaut. 1269 wurde die Burg durch den Fuldaer Abt Bertho II. von Leibolz zerstört. Das Burggebäude wurde später von den Johannitern wieder aufgebaut und um 1278 eine Kommende gegründet.
In den folgenden 250 Jahren kam „daz hus zu Grebenouwe“ an Landgraf Heinrich von Hessen, Friedrich von Lißberg, Rohrich von Eisenbach und Frytschin von Schlitz.
Heute befindet sich in dem Gebäude das Rathaus. Von der ehemaligen Wasserburganlage ist noch der Keller erhalten.